# 클래스팅
클래스팅(Classting)은 '기술로 배움을 연결한다'는 미션에 따라 교사와 학생, 학부모를 위한 AI 기반 학습관리 시스템(LMS)을 제공하는 기업이다. AI 개별 맞춤형 학습, AI 보조교사, 데이터 기반 클래스관리 솔루션 등 교육 환경을 혁신하는 다양한 서비스를 제공한다.

## 개발
최초 서비스 기획자는 초등교사인 조현구이다. 교사 생활을 접고 현재는 클래스팅의 CEO 역할을 담당하고 있다. 본인의 반 학생들과 사용할 애플리케이션을 만들 전문인력이 필요해서 개발자 친구에게 개발을 의뢰한 시점에서 시작되어 있다. 현재는 (주) 클래스팅이라는 법인을 정식으로 설립하고 약 15명의 개발자들이 서비스를 개발하고 있다.

## 활용
코로나19로 인해 온라인 학습이 진행되고 있는 요즘, 과제 수행식 온라인 학습으로 많이 쓰인다.

## 같이 보기
- 온라인 학습